# Thalasseus elegans
La sterna elegante (Thalasseus elegans, Gambel, 1849) è un uccello della sottofamiglia Sterninae, nella famiglia Laridae.

## Distribuzione e habitat
Questa sterna abita il Centro America e le coste occidentali di Nord America e Sud America, con l'esclusione dei Caraibi. Vive anche sulle coste atlantiche dell'Europa (Spagna, Francia e Irlanda in particolare).  Frequenta le coste rocciose, gli scogli e le isole, le zone salmastre, le lagune e le saline.